# Cultiu de llagostins
La cria de llagostins i gambes marines és una activitat d'aqüicultura per al cultiu de crustacis dendrobranquiats anomenats vulgarment gambes marines o llagostins per al consum humà. En aquest text s'emprarà indiferentment les dues denominacions. Tot i que la cria de llagostí tradicional s'ha dut a terme a Àsia durant segles, la cria comercial a gran escala va començar a la dècada de 1970 i la producció va créixer molt, sobretot per satisfer les demandes del mercat dels Estats Units, el Japó i l'Europa occidental. La producció mundial total de gambes de cria va assolir més d'1,6 milions de tones el 2003, el que representa un valor de prop de 9.000 milions de dòlars dels EUA. Al voltant del 75% de les gambes criades es produeix a Àsia, en particular a la Xina i Tailàndia. L'altre 25% es produeix principalment a Amèrica Llatina, on Brasil, Equador i Mèxic són els principals productors. La nació més exportadora és l'Índia.
La cria de gambes ha passat de les empreses tradicionals a petita escala del sud-est asiàtic a una indústria global. Els avenços tecnològics han fet créixer gambes a densitats cada cop més altes, i els individus reproductors s'envien a tot el món. Pràcticament totes les gambes de granja són de la família Penaeidae, i només dues espècies, Penaeus vannamei i Penaeus monodon (llagostí negre), representen aproximadament el 80% de totes les gambes criades. Aquests monocultius industrials són molt susceptibles a les malalties, que han provocat diverses exterminacions regionals de poblacions de gambes de granja. L'augment dels problemes ecològics, els brots repetits de malalties i la pressió i les crítiques tant de les ONG com dels països consumidors van provocar canvis en la indústria a finals dels anys noranta i, en general, una regulació més forta per part dels governs. L'any 1999 es va iniciar un programa destinat a desenvolupar i promoure pràctiques aqüícoles més sostenibles, incloent organismes governamentals, representants de la indústria i organitzacions ambientals.

## Història i geografia
La gamba s'ha cultivat al sud-est asiàtic i a la Xina durant segles, utilitzant mètodes tradicionals de baixa densitat. A Indonèsia, l'ús d'estanys d'aigua salobre, anomenats tambaks, es remunta fins al segle XV. Van utilitzar basses a petita escala per al monocultiu o policultivat amb altres espècies, com el peix llet, o en rotació amb arròs, utilitzant els arrossars per al cultiu de gambes durant l'estació seca, quan no es podia conrear arròs. Aquestes cultures sovint es trobaven a les zones costaneres o a les ribes dels rius. Les zones de manglars van ser afavorides a causa de la seva abundant gambeta natural. Les gambes joves salvatges van ser pescades i deixades en estanys fins que assolien la mida desitjada per a la recol·lecció.
La cria industrial de gambes es remunta als anys 30, quan els productors japonesos van generar i conrear gambes Kuruma (Penaeus japonicus) per primera vegada. A la dècada de 1960, una petita indústria s'havia desenvolupat al Japó. La cria comercial de gambes va començar a créixer ràpidament a finals dels anys 60 i principis dels 70. Els avenços tecnològics van conduir a formes més intensives de cultiu, i la creixent demanda del mercat va provocar la proliferació mundial de granges de gambes, concentrades a les regions tropicals i subtropicals. La creixent demanda dels consumidors a principis dels anys vuitanta va coincidir amb la vacil·lació de les captures salvatges, creant una indústria en auge. Taiwan va ser un dels primers adoptants i un gran productor a la dècada de 1980; la seva producció es va enfonsar a partir de 1988 a causa de les males pràctiques de gestió i malalties. A Tailàndia, la producció a gran escala es va expandir ràpidament des de 1985. A Amèrica del Sud, l'Equador va ser pioner en la cria de gambes, on es va expandir de manera espectacular a partir de 1978.[8] El Brasil havia estat actiu en la cria de gambes des de 1974, però el comerç només hi va créixer durant la dècada de 1990, convertint el país en un gran productor en pocs anys. Actualment, hi ha granges de gambes marines a més de cinquanta països. Al País Valencià i Catalunya la producció es limita a l'autòcton llagostí mediterrani i en petites quantitats. A nivell espanyol el productor més important és Andalusia.

## Mètodes de cultiu
Quan la cria de gambes va sorgir per satisfer una demanda que havia superat la capacitat de la pesca salvatge, els mètodes de conreu de subsistència d'antic van ser ràpidament substituïts per les pràctiques més productives necessàries per atendre un mercat global. L'agricultura industrial en un principi va seguir els mètodes tradicionals, amb les anomenades granges "extensives", compensant la baixa densitat amb l'augment de la mida dels estanys; en comptes de basses d'unes poques hectàrees, es van utilitzar basses de mides de fins a 100 hectàrees (1,0 km²) i es van netejar grans àrees de manglars en algunes zones. Els avenços tecnològics van fer possibles pràctiques més intensives que augmenten el rendiment per àrea, ajudant a reduir la pressió per convertir més terra. Van aparèixer granges semi-intensives i intensives, on es criaven les gambes amb pinsos artificials i es gestionaven activament les basses. Encara que queden moltes explotacions extensives, les noves explotacions solen ser semiintensives.
Fins a mitjans de la dècada de 1980, la majoria de les granges estaven proveïdes d'animals salvatges joves, anomenats "postlarves", típicament capturats localment. La pesca de postlarves es va convertir en un sector econòmic important en molts països. Per contrarestar l'esgotament dels caladors i per garantir un subministrament constant de gambes joves, la indústria va començar a criar gambes als vivers.

## Cicle biològic

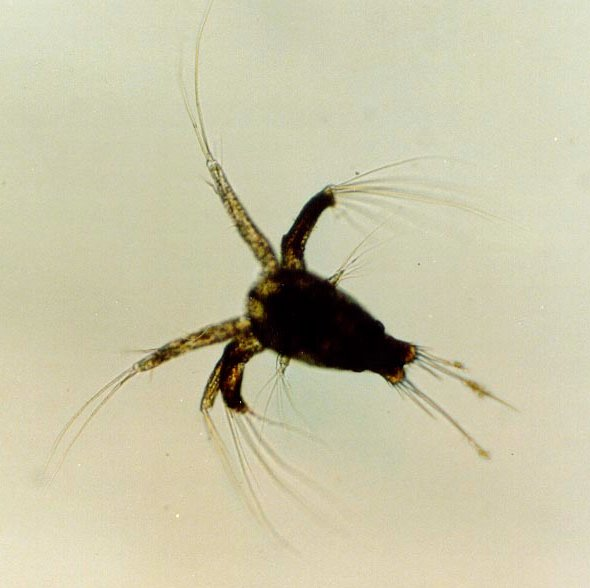
Larva nauplius de llagostí, primera fase després de l'ou

Les gambes maduren i es reprodueixen només en un hàbitat marí. Les femelles ponen entre 100.000 i 500.000 ous, que es desclouen després d'unes 24 hores en petits nauplis. Aquests nauplis s'alimenten de les reserves de rovell dins dels seus cossos, i després es metamorfosen en zoeae. Les gambes en aquesta segona fase larvària s'alimenten en estat salvatge d'algues i, al cap d'uns dies, tornen a transformar-se en larves de mysis. Les larves de mysis o myses semblen petites gambes i s'alimenten d'algues i zooplàncton. Després d'uns tres o quatre dies més, es metamorfosen una darrera vegada en postlarves: gambes joves que tenen característiques adultes. Tot el procés triga uns 12 dies des de l'eclosió. En estat salvatge, les postlarves migren cap als estuaris, rics en nutrients i amb poca salinitat. Desfent el camí, migren de nou a les aigües obertes quan maduren.

### Cadena de subministrament
En la cria de gambes, aquest cicle de vida es produeix en condicions controlades. Els motius per fer-ho inclouen una agricultura més intensiva, un millor control de la mida que resulta en gambes de mida més uniforme i un millor control dels depredadors, però també la capacitat d'accelerar el creixement i la maduració controlant el clima (especialment a les granges de les zones temperades, utilitzant hivernacles). Hi ha tres etapes diferents:
- Els criadors crien gambes ponedores. De l'eclosió n'obtenen nauplis o fins i tot postlarves, que venen a les granges. Les grans granges de gambes mantenen els seus propis vivers i venen nauplis o postlarves a granges més petites de la regió.
- Els vivers fan créixer postlarves i les acostumen a les condicions marines dels estanys de creixement.
- A les basses de creixement, les gambes es cultiven des de joves fins a mida comercialitzable, que triga entre tres i sis mesos.

La majoria de granges produeixen una o dues collites a l'any; en climes tropicals, fins i tot tres són possibles. A causa de la necessitat d'aigua salada, les granges de gambes es troben a la costa o a prop. També s'han provat les granges de gambes d'interior en algunes regions, però la necessitat de transportar aigua salada i la competència per la terra amb els usuaris agrícoles va provocar problemes. Tailàndia va prohibir les granges de gambes continentals el 1999.

#### Vivers

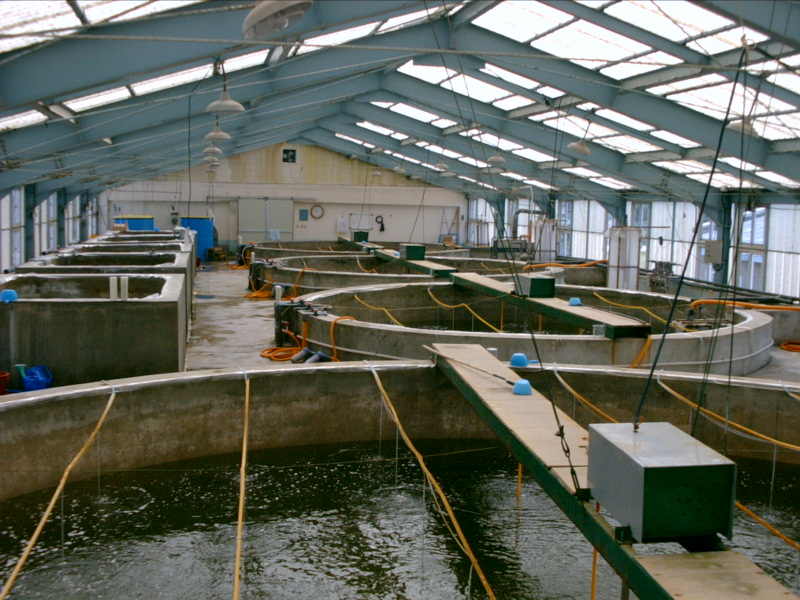
Tancs en una criadora de gambes a Corea del Sud, 2002

Els criadors a petita escala són molt comuns al sud-est asiàtic. Sovint gestionats com a empreses familiars i amb un enfocament de baixa tecnologia, utilitzen dipòsits petits (menys de deu tones) i sovint densitats animals baixes. Són susceptibles a malalties, però a causa de la seva petita mida, normalment poden reiniciar la producció ràpidament després de la desinfecció. La taxa de supervivència està entre zero i 90%, depenent d'una àmplia gamma de factors, com ara la malaltia, el clima i l'experiència de l'operador.
Els vivers d'aigua verda són incubadors de mida mitjana que utilitzen grans dipòsits amb baixa densitat d'animals. Per alimentar les larves de gambes, s'indueix una floració d'algues als dipòsits. La taxa de supervivència és d'un 40%.
Els vivers Galveston (anomenats per la població on foren desenvolupats Galveston, Texas) són incubadors industrials a gran escala que utilitzen un entorn tancat i estretament controlat. Crien les gambes a altes densitats en dipòsits grans (15-30 t). Les taxes de supervivència varien entre el 0% i el 80%, però normalment assoleixen el 50%.
En els criadors, les gambes en desenvolupament s'alimenten d'una dieta d'algues i més tard també de nauplis de gambes de salmorra, de vegades (sobretot en criadors industrials) augmentats per dietes artificials. La dieta de les etapes posteriors també inclou proteïnes animals fresques o liofilitzades, per exemple, el krill. Els nutrients i la medicació (com ara els antibiòtics) que adquireixen les larves de krill arriben i s'acumulen durant la maduració de les gambes d'engreix.

#### Guarderies

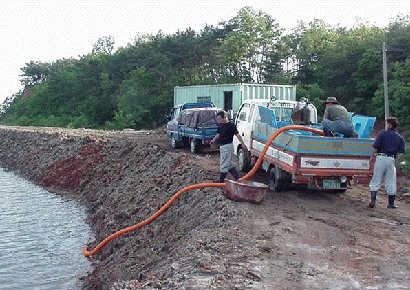
Els aqüicultors transfereixen les postlarves dels tancs del camió a un estany de creixement. Corea del S.

Moltes granges tenen vivers on les gambes postlarvals es conreen fins a criar-se durant tres setmanes més en estanys, dipòsits o els raceways (circuits). Una circuit és una canalització o dipòsit rectangular, llarg i poc profund per on l'aigua flueix contínuament.
En un viver típic, hi ha entre 150 i 200 animals per metre quadrat. S'alimenten amb una dieta alta en proteïnes durant un màxim de tres setmanes abans de ser traslladats als estanys de creixement. En aquell moment, pesen entre un i dos grams. La salinitat de l'aigua s'ajusta gradualment a la de les basses de creixement.
Els agricultors es refereixen a les postlarves com a "PL", amb el nombre de dies sufixat (és a dir, PL-1, PL-2, etc.). Estan preparats per ser transferits a les basses de creixement després que les seves brànquies s'hagin ramificat, cosa que es produeix al voltant de PL-13 a PL-17 (uns 25 dies després de l'eclosió). La guarderia no és del tot necessària, però és emprada per moltes granges perquè permet una millor utilització dels aliments, millora la uniformitat de la mida, ajuda a utilitzar millor la infraestructura i es pot fer en un entorn controlat per augmentar la collita. El principal desavantatge dels vivers és que una part de les gambes postlarva moren en transferir-les a l'estany de creixement.
Algunes granges no utilitzen un viver, però emmagatzemen les postlarves directament a les basses de creixement després d'haver-les aclimatat als nivells de temperatura i salinitat adequats en un dipòsit d'aclimatació. Al llarg d'uns quants dies, l'aigua d'aquests dipòsits es canvia gradualment per adaptar-se a la de les basses de creixement. La densitat animal no ha de superar els 500/litre per a les postlarves joves i 50/litre per a les més grans, com la PL-15.

#### Creixement
En la fase de creixement, les gambes es cultiven fins a la maduresa. Les postlarves es traslladen a estanys on s'alimenten fins que arriben a la mida comercial, cosa que triga uns tres a sis mesos més. La recol·lecció de les gambes es fa pescant-les des de les basses mitjançant xarxes o drenant les basses. Les mides dels estanys i el nivell d'infraestructura tècnica varien.
Les granges de gambes extensives que utilitzen mètodes tradicionals de baixa densitat es troben invariablement a la costa i sovint a les zones de manglar. Les basses oscil·len entre unes poques i més de 100 hectàrees; les gambes s'emmagatzemen a baixes densitats (2-3 animals per metre quadrat, o 25.000/ha). Les marees proporcionen un cert intercanvi d'aigua i les gambes s'alimenten d'organismes naturals. En algunes zones, els agricultors fins i tot conreen gambes salvatges només obrint les comportes i cloent les larves salvatges que han entrat. Als països més pobres o menys desenvolupats on els preus de la terra són baixos, les granges extensives produeixen rendiments anuals de 50 a 500 kg/ha de gambes (pes total incloent-hi el cap). Tenen costos de producció baixos (entre 1 i 3 dòlars EUA/kg de gambes vives), no requereixen molta mà d'obra i no requereixen habilitats tècniques avançades.
Les granges semiintensives no depenen de les marees per a l'intercanvi d'aigua, sinó que utilitzen bombes i un disseny d'estany planificat. Per tant, es poden construir per sobre de la línia de la marea alta. Les mides dels estanys oscil·len entre les 2 i les 30 ha; les densitats de població oscil·len entre 10 i 30/metre quadrat (100.000-300.000 individus/ha). A aquestes densitats, l'alimentació artificial utilitzant pinsos de gambes preparats industrialment i la fertilització de l'estany per estimular el creixement d'organismes naturals esdevenen una necessitat. Els rendiments anuals oscil·len entre 500 i 5.000 kg/ha, mentre que els costos de producció oscil·len entre 2 i 6 dòlars EUA/kg de gambes vives. Amb densitats superiors a 15 animals per metre quadrat, sovint cal airejament per evitar l'esgotament d'oxigen. La productivitat varia en funció de la temperatura de l'aigua, per la qual cosa és comú tenir gambes de mida més gran en algunes estacions climàtiques.
Les granges intensives utilitzen estanys encara més petits (0,1-1,5 hectàrees) i densitats de ramat fins i tot més altes. Les basses es gestionen de manera activa: s'airegen, hi ha un alt intercanvi d'aigua per eliminar els residus i mantenir la qualitat de l'aigua, i les gambes s'alimenten amb dietes especialment dissenyades, normalment en forma de pellets formulats. Aquestes explotacions produeixen rendiments anuals entre 5.000 i 20.000 kg/ha; unes quantes granges superintensives poden produir fins a 100.000 kg/ha. Requereixen una infraestructura tècnica avançada i professionals altament formats per a un seguiment constant de la qualitat de l'aigua i altres condicions de l'estany; els seus costos de producció estan entre els 4 i els 8 dòlars EUA/kg de gambes vives.
Les estimacions sobre les característiques de producció de les granges de gambes varien. La majoria dels estudis coincideixen que al voltant del 15-20% de totes les granges de gambes a tot el món són granges extensives, un altre 25-30% són semiintensives i la resta són granges intensives. La variació regional és alta, però, i Tacon informa de grans discrepàncies en els percentatges manifestats per a països individuals per diferents estudis.

## Benestar animal
L'ablació de la tija ocular és l'eliminació d'un (unilateral) o d'ambdues (bilaterals) tiges dels crustacis. Es practica habitualment en llagostins i gambes femelles a gairebé totes les instal·lacions de maduració o reproducció de gambes marines del món, tant d'investigació com comercials. L'objectiu de l'ablació en aquestes circumstàncies és estimular la femella perquè desenvolupi ovaris madurs i el desovat.
La majoria de les condicions en captivitat de les gambes provoquen inhibicions a les femelles que els impedeixen desenvolupar ovaris madurs. Fins i tot en condicions en què una determinada espècie desenvoluparà ovaris i desovarà en captivitat, l'ús de l'ablació de tija ocular augmenta la producció total d'ous i augmenta el percentatge de femelles en una població determinada que participaran en la reproducció. Una vegada que les femelles han estat sotmeses a l'ablació de la tija ocular, sovint es produeix un desenvolupament ovàric complet en tan sols 3 a 10 dies.

## Alimentació
Mentre que les granges extensives depenen principalment de la productivitat natural de les basses, les granges de gestió més intensiva es basen en pinsos artificials de gambes, ja sigui exclusivament o com a complement dels organismes que es troben de manera natural en una bassa. A les basses s'estableix una cadena tròfica, basada en el creixement del fitoplàncton. Els fertilitzants i els condicionants minerals s'utilitzen per augmentar el creixement del fitoplàncton per accelerar el creixement de les gambes. Els residus dels pellets d'aliments artificials i els excrements de gambes poden provocar l'eutrofització de les basses.
Els pinsos artificials es presenten en forma de pellets granulats especialment formulats que es desintegren ràpidament. Fins al 70% d'aquests pellets es malgasten, ja que es descomponen abans que les gambes se'ls mengin. S'alimenten de dues a cinc vegades al dia; l'alimentació es pot fer manualment ja sigui des de terra o des d'embarcacions, o mitjançant alimentadors mecanitzats distribuïts per tota una bassa. La taxa de conversió d'aliments (FCR), és a dir, la quantitat d'aliment necessària per produir una unitat (per exemple, un quilogram) de gambes, és d'entre 1,2 i 2,0 a les granges modernes, però aquest és un valor òptim que no és sempre assolit a la pràctica. Perquè una granja sigui rendible, cal una taxa de conversió d'alimentació inferior a 2,5; en granges més antigues o en condicions subòptimes de l'estany, la proporció pot augmentar fàcilment a 4:1. Els FCR més baixos donen lloc a un benefici més gran per a la granja.

## Espècies cultivades

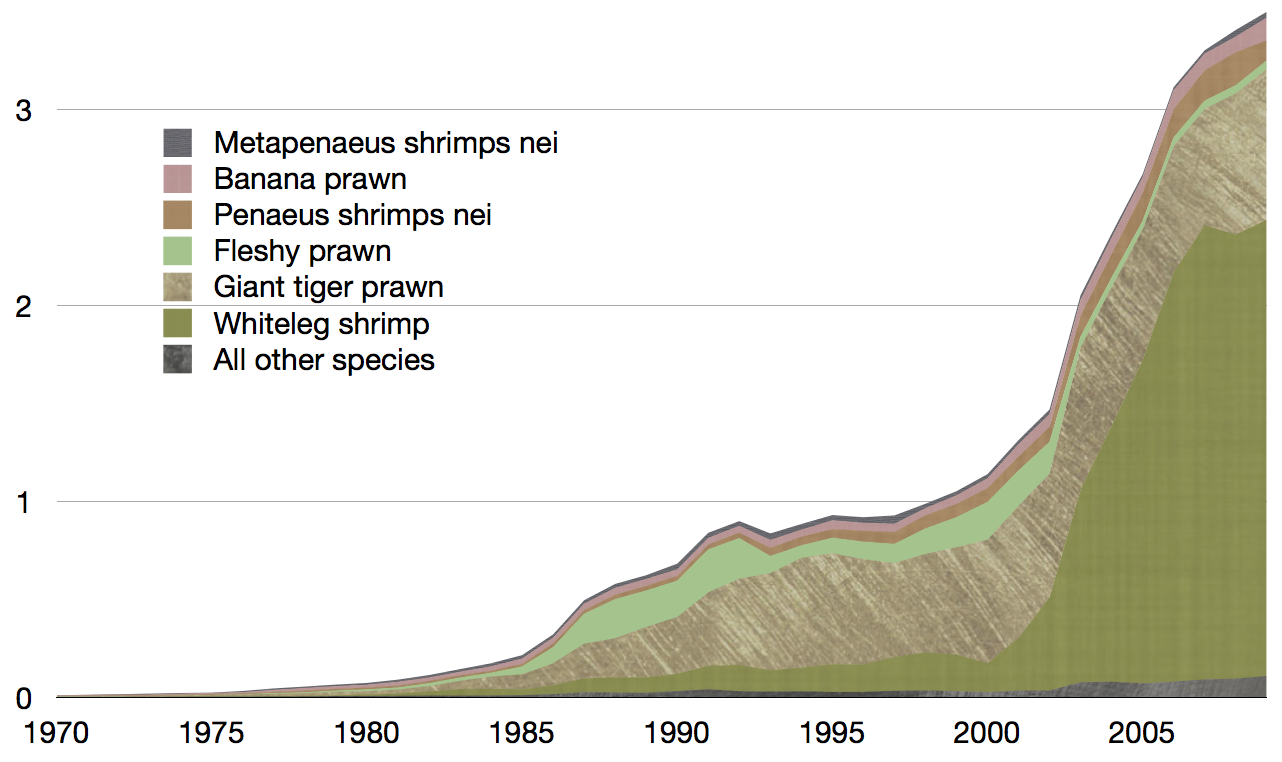
Producció mundial d'aqüicultura d'espècies de gambes i llagostins en milions de tones, 1970-2009, segons informa la FAO. (Dades de FishStat)

Tot i que hi ha moltes espècies de gambes i llagostins, en realitat només es conreen algunes de les més grans, totes elles pertanyents a la família dels penèids, i dins d'ella al gènere Penaeus. Moltes espècies no són aptes per a l'agricultura: són massa petites per ser rendibles, o deixen de créixer quan hi ha superpoblació, o són massa susceptibles a les malalties. Les dues espècies que dominen el mercat són:
- Litopenaeus vannamei, la gamba blanca del Pacífic també anomenada "gamba blanca" és la principal espècie criada als països occidentals. Originària de la costa del Pacífic des de Mèxic fins al Perú, creix fins a una mida de 23 cm. L. vannamei representa el 95% de la producció a Amèrica Llatina. És fàcil de criar en captivitat, però sucumbeix a la malaltia de Taura.

- Penaeus monodon, el llagostí negre gegant també coneguda com a "gamba tigre negra" es troba en estat salvatge a l'oceà Índic i a l'oceà Pacífic des del Japó fins a Austràlia. Les més grans de totes les gambes conreades, poden arribar als 36 cm de llargada. Es cultiva a Àsia. A causa de la seva susceptibilitat a la malaltia de les taques blanques i la dificultat de criar-la en captivitat, des del 2001 s'està substituint gradualment per L. vannamei.

Totes dues juntes forneixen vora el 80% de tota la producció cultivada. Altres espècies que es sotmeten a cria artificial són:
- La gamba blava occidental (Penaeus stylirostris) va ser una opció popular per a la cria de gambes a l'hemisferi occidental, fins que el virus IHHN va acabar amb gairebé tota la població a finals de la dècada de 1980. Algunes poblacions van sobreviure i es van fer resistents contra aquest virus. Quan es va descobrir que alguns d'aquests també eren resistents al virus Taura, algunes granges van tornar a criar P. stylirostris a partir de 1997.

- La gamba blanca xinesa (Penaeus chinensis, també coneguda com la gamba carnosa) es troba al llarg de la costa de la Xina i la costa occidental de Corea i s'està cultivant a la Xina. Creix fins a una longitud màxima de només 18 cm, però tolera aigua més freda (min. 16 °C). Abans era un factor important al mercat mundial, avui s'utilitza gairebé exclusivament per al mercat intern xinès després que una malaltia va acabar amb gairebé totes les explotacions el 1993.

- La gamba Kuruma (Penaeus japonicus) es cultiva principalment al Japó i Taiwan, però també a Austràlia; l'únic mercat és al Japó, on les gambes Kuruma vives arriben a preus de l'ordre de 100 dòlars per lliura (220 dòlars/kg).

- La gamba blanca de l'Índia (Penaeus indicus) és nativa de les costes de l'oceà Índic i es cria àmpliament a l'Índia, l'Iran i l'Orient Mitjà i al llarg de les costes africanes.

- La gamba banana (Penaeus merguiensis) és una altra espècie cultivada de les aigües costaneres de l'oceà Índic, des d'Oman fins a Indonèsia i Austràlia. Es pot cultivar a altes densitats.

Diverses altres espècies de Penaeus només tenen un paper molt menor en la cria de gambes. També es poden cultivar altres tipus de gambes, per exemple. la "gamba de pasta Akiami" o Metapenaeus spp. La seva producció total de l'aqüicultura és de l'ordre d'unes 25.000 tones anuals, petita en comparació amb la total de penèids.

## Producció
| Regió | Estat          | Producció (arrodonida) en mil·lers de tones per any | Producció (arrodonida) en mil·lers de tones per any | Producció (arrodonida) en mil·lers de tones per any | Producció (arrodonida) en mil·lers de tones per any | Producció (arrodonida) en mil·lers de tones per any | Producció (arrodonida) en mil·lers de tones per any | Producció (arrodonida) en mil·lers de tones per any | Producció (arrodonida) en mil·lers de tones per any | Producció (arrodonida) en mil·lers de tones per any | Producció (arrodonida) en mil·lers de tones per any | Producció (arrodonida) en mil·lers de tones per any | Producció (arrodonida) en mil·lers de tones per any | Producció (arrodonida) en mil·lers de tones per any | Producció (arrodonida) en mil·lers de tones per any | Producció (arrodonida) en mil·lers de tones per any | Producció (arrodonida) en mil·lers de tones per any | Producció (arrodonida) en mil·lers de tones per any | Producció (arrodonida) en mil·lers de tones per any | Producció (arrodonida) en mil·lers de tones per any | Producció (arrodonida) en mil·lers de tones per any | Producció (arrodonida) en mil·lers de tones per any | Producció (arrodonida) en mil·lers de tones per any | Producció (arrodonida) en mil·lers de tones per any | Producció (arrodonida) en mil·lers de tones per any | Producció (arrodonida) en mil·lers de tones per any |
| Regió | Estat          | 1985                                                | 86                                                  | 87                                                  | 88                                                  | 89                                                  | 1990                                                | 91                                                  | 92                                                  | 93                                                  | 94                                                  | 95                                                  | 96                                                  | 97                                                  | 98                                                  | 99                                                  | 2000                                                | 01                                                  | 02                                                  | 03                                                  | 04                                                  | 05                                                  | 06                                                  | 07                                                  | 08                                                  | 09                                                  |
| --- | -------------- | --------------------------------------------------- | --------------------------------------------------- | --------------------------------------------------- | --------------------------------------------------- | --------------------------------------------------- | --------------------------------------------------- | --------------------------------------------------- | --------------------------------------------------- | --------------------------------------------------- | --------------------------------------------------- | --------------------------------------------------- | --------------------------------------------------- | --------------------------------------------------- | --------------------------------------------------- | --------------------------------------------------- | --------------------------------------------------- | --------------------------------------------------- | --------------------------------------------------- | --------------------------------------------------- | --------------------------------------------------- | --------------------------------------------------- | --------------------------------------------------- | --------------------------------------------------- | --------------------------------------------------- | --------------------------------------------------- |
| Àsia | Xina           | 40                                                  | 83                                                  | 153                                                 | 199                                                 | 186                                                 | 185                                                 | 220                                                 | 207                                                 | 88                                                  | 64                                                  | 78                                                  | 89                                                  | 96                                                  | 130                                                 | 152                                                 | 192                                                 | 267                                                 | 337                                                 | 432                                                 | 468                                                 | 546                                                 | 640                                                 | 710                                                 | 725                                                 | 796                                                 |
| Àsia | Tailàndia      | 10                                                  | 12                                                  | 19                                                  | 50                                                  | 90                                                  | 115                                                 | 161                                                 | 185                                                 | 223                                                 | 264                                                 | 259                                                 | 238                                                 | 225                                                 | 250                                                 | 274                                                 | 309                                                 | 279                                                 | 264                                                 | 330                                                 | 360                                                 | 401                                                 | 494                                                 | 523                                                 | 507                                                 | 539                                                 |
| Àsia | Vietnam        | 8                                                   | 13                                                  | 19                                                  | 27                                                  | 28                                                  | 32                                                  | 36                                                  | 37                                                  | 39                                                  | 45                                                  | 55                                                  | 46                                                  | 45                                                  | 52                                                  | 55                                                  | 90                                                  | 150                                                 | 181                                                 | 232                                                 | 276                                                 | 327                                                 | 349                                                 | 377                                                 | 381                                                 | 411                                                 |
| Àsia | Indonèsia      | 25                                                  | 29                                                  | 42                                                  | 62                                                  | 82                                                  | 84                                                  | 116                                                 | 120                                                 | 117                                                 | 107                                                 | 121                                                 | 125                                                 | 127                                                 | 97                                                  | 121                                                 | 138                                                 | 149                                                 | 160                                                 | 191                                                 | 239                                                 | 280                                                 | 340                                                 | 330                                                 | 408                                                 | 337                                                 |
| Àsia | Índia          | 13                                                  | 14                                                  | 15                                                  | 20                                                  | 28                                                  | 35                                                  | 40                                                  | 47                                                  | 62                                                  | 83                                                  | 70                                                  | 70                                                  | 67                                                  | 83                                                  | 79                                                  | 97                                                  | 103                                                 | 115                                                 | 113                                                 | 118                                                 | 131                                                 | 132                                                 | 99                                                  | 80                                                  | 97                                                  |
| Àsia | Bangladesh     | 11                                                  | 15                                                  | 15                                                  | 17                                                  | 18                                                  | 19                                                  | 20                                                  | 21                                                  | 28                                                  | 29                                                  | 32                                                  | 42                                                  | 48                                                  | 56                                                  | 58                                                  | 59                                                  | 55                                                  | 56                                                  | 56                                                  | 58                                                  | 63                                                  | 65                                                  | 64                                                  | 67                                                  | 8                                                   |
| Àsia | Filipines      | 29                                                  | 30                                                  | 35                                                  | 44                                                  | 47                                                  | 48                                                  | 47                                                  | 77                                                  | 86                                                  | 91                                                  | 89                                                  | 77                                                  | 41                                                  | 38                                                  | 39                                                  | 41                                                  | 42                                                  | 37                                                  | 37                                                  | 37                                                  | 39                                                  | 41                                                  | 43                                                  | 48                                                  | 51                                                  |
| Àsia | Myanmar        | 0                                                   | 0                                                   | 0                                                   | 0                                                   | 0                                                   | 0                                                   | 0                                                   | 0                                                   | 0                                                   | 0                                                   | 1                                                   | 2                                                   | 2                                                   | 2                                                   | 5                                                   | 5                                                   | 6                                                   | 7                                                   | 19                                                  | 30                                                  | 49                                                  | 49                                                  | 48                                                  | 48                                                  | 46                                                  |
| Àsia | Aràbia Saudita | 0                                                   | 0                                                   | 0                                                   | 0                                                   | <1                                                  | <1                                                  | <1                                                  | <1                                                  | <1                                                  | <1                                                  | <1                                                  | <1                                                  | 1                                                   | 2                                                   | 2                                                   | 2                                                   | 4                                                   | 5                                                   | 9                                                   | 9                                                   | 11                                                  | 12                                                  | 15                                                  | 18                                                  | 21                                                  |
| Àsia | Taiwan         | 17                                                  | 45                                                  | 80                                                  | 34                                                  | 22                                                  | 15                                                  | 22                                                  | 16                                                  | 10                                                  | 8                                                   | 11                                                  | 13                                                  | 6                                                   | 5                                                   | 5                                                   | 7                                                   | 9                                                   | 9                                                   | 10                                                  | 9                                                   | 10                                                  | 8                                                   | 8                                                   | 7                                                   | 5                                                   |
| Àsia | Malàisia       | <1                                                  | <1                                                  | 1                                                   | 1                                                   | 2                                                   | 2                                                   | 3                                                   | 3                                                   | 4                                                   | 6                                                   | 7                                                   | 8                                                   | 10                                                  | 10                                                  | 12                                                  | 16                                                  | 27                                                  | 26                                                  | 26                                                  | 31                                                  | 33                                                  | 35                                                  | 35                                                  | 51                                                  | 69                                                  |
| Amèrica | Brasil         | <1                                                  | <1                                                  | <1                                                  | <1                                                  | 1                                                   | 2                                                   | 2                                                   | 2                                                   | 2                                                   | 2                                                   | 2                                                   | 3                                                   | 4                                                   | 7                                                   | 16                                                  | 25                                                  | 40                                                  | 60                                                  | 90                                                  | 76                                                  | 63                                                  | 65                                                  | 65                                                  | 76                                                  | 65                                                  |
| Amèrica | Equador        | 30                                                  | 44                                                  | 69                                                  | 74                                                  | 70                                                  | 76                                                  | 105                                                 | 113                                                 | 83                                                  | 89                                                  | 106                                                 | 108                                                 | 133                                                 | 144                                                 | 120                                                 | 50                                                  | 45                                                  | 63                                                  | 77                                                  | 90                                                  | 118                                                 | 149                                                 | 150                                                 | 150                                                 | 179                                                 |
| Amèrica | Mèxic          | <1                                                  | <1                                                  | <1                                                  | <1                                                  | 3                                                   | 4                                                   | 5                                                   | 8                                                   | 12                                                  | 13                                                  | 16                                                  | 13                                                  | 17                                                  | 24                                                  | 29                                                  | 33                                                  | 48                                                  | 46                                                  | 46                                                  | 62                                                  | 90                                                  | 112                                                 | 112                                                 | 130                                                 | 126                                                 |
| Amèrica | Hondures       | <1                                                  | 1                                                   | 2                                                   | 3                                                   | 3                                                   | 3                                                   | 4                                                   | 6                                                   | 8                                                   | 9                                                   | 7                                                   | 10                                                  | 9                                                   | 7                                                   | 7                                                   | 8                                                   | 11                                                  | 13                                                  | 17                                                  | 18                                                  | 21                                                  | 27                                                  | 26                                                  | 27                                                  | 15                                                  |
| Amèrica | Colòmbia       | <1                                                  | <1                                                  | 1                                                   | 1                                                   | 3                                                   | 6                                                   | 7                                                   | 9                                                   | 7                                                   | 9                                                   | 8                                                   | 5                                                   | 7                                                   | 7                                                   | 9                                                   | 11                                                  | 12                                                  | 14                                                  | 17                                                  | 18                                                  | 19                                                  | 22                                                  | 20                                                  | 18                                                  | 18                                                  |
| Amèrica | Veneçuela      | 0                                                   | 0                                                   | 0                                                   | <1                                                  | <1                                                  | <1                                                  | 1                                                   | 1                                                   | 1                                                   | 2                                                   | 3                                                   | 4                                                   | 5                                                   | 5                                                   | 6                                                   | 9                                                   | 11                                                  | 12                                                  | 14                                                  | 23                                                  | 18                                                  | 21                                                  | 18                                                  | 16                                                  | 10                                                  |
| Entrades en cursiva: Estimació grossa en les dates de la FAO. Els números en negreta indiquen alguns esdeveniments de malaltia reconegudes. |                |                                                     |                                                     |                                                     |                                                     |                                                     |                                                     |                                                     |                                                     |                                                     |                                                     |                                                     |                                                     |                                                     |                                                     |                                                     |                                                     |                                                     |                                                     |                                                     |                                                     |                                                     |                                                     |                                                     |                                                     |                                                     |

La producció global total de gambes criades va arribar als 2,5 milions de tones el 2005. Això representa el 42% de la producció total de gambes aquell any (aqüicultura i captures silvestres juntes). El mercat individual més gran de gambes és els Estats Units, que van importar entre 500 i 600.000 tones de productes de gambes l'any durant els anys 2003–2009. El Japó importa unes 200.000 tones anuals, mentre que la Unió Europea va importar l'any 2006 unes altres 500.000 tones de gambes tropicals, sent els majors importadors Espanya i França. La UE també és un gran importador de gambes d'aigua freda de poblacions naturals, principalment gambes d'esquer (Crangon crangon) i Pandàlids com Pandalus borealis; el 2006, aquestes importacions van representar unes 200.000 tones més.
Els preus d'importació de la gamba fluctuen de manera notable. L'any 2003, el preu d'importació per quilogram de gambes als Estats Units va ser de 8,80 dòlars EUA, una mica més alt que al Japó, amb 8,00 dòlars EUA. El preu mitjà d'importació a la UE era només d'uns 5,00 dòlars EUA/kg; aquest valor molt inferior s'explica pel fet que la UE importa més gambes d'aigua freda (de les captures) que són molt més petites que les espècies d'aigua calenta de granja i, per tant, aconsegueixen preus més baixos. A més, l'Europa mediterrània prefereix les gambes amb caputxa, que pesen aproximadament un 30% més, però tenen un preu unitari més baix.
Al voltant del 75% de la producció mundial de gambes de granja prové de països asiàtics; les dues nacions principals són la Xina i Tailàndia, seguits de prop per Vietnam, Indonèsia i l'Índia. L'altre 25% es produeix a l'hemisferi occidental, on dominen els països llatinoamericans (Brasil, Equador, Mèxic). Pel que fa a l'exportació, Tailàndia és, amb diferència, la nació líder, amb una quota de mercat de més del 30%, seguida de la Xina, Indonèsia i l'Índia, que representen cadascun un 10%. Altres països exportadors importants són Vietnam, Bangla Desh i l'Equador. Tailàndia exporta gairebé tota la seva producció, mentre que la Xina utilitza la major part de les seves gambes al mercat nacional. L'única altra gran nació exportadora que té un fort mercat intern de gambes de granja és Mèxic.

## Malalties

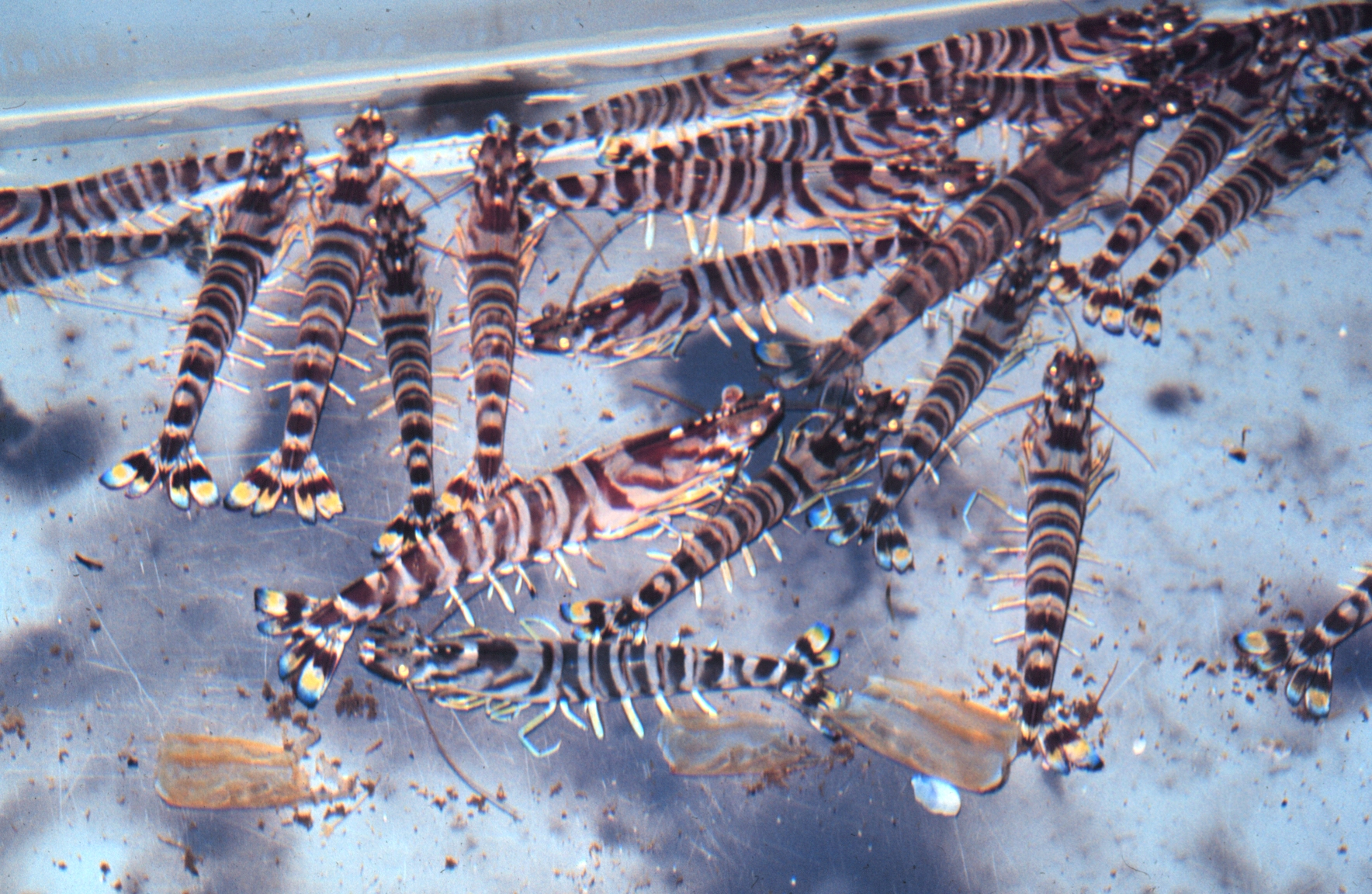
Marsupenaeus japonicus (gamba kuruma) en un tanc d'observació d'aqüicultura a Taiwan

Hi ha una varietat de malalties víriques letals que afecten les gambes. A les granges monoculturals densament poblades, aquestes infeccions per virus s'estenen ràpidament i poden acabar amb poblacions senceres de gambes. Un dels principals vectors de transferència de molts d'aquests virus és l'aigua mateixa; i, per tant, qualsevol brot de virus també comporta el perill de delmar les gambes que viuen a la natura.
La malaltia del cap groc, anomenada Hua leung en tailandès, afecta a P. monodon a tot el sud-est asiàtic. S'havia informat per primera vegada a Tailàndia l'any 1990. La malaltia és altament contagiosa i provoca una mortalitat massiva en 2 o 4 dies. El cefalotòrax d'una gamba infectada es torna groc després d'un període d'activitat d'alimentació inusualment alta que acaba bruscament, i les gambes moribundes es congreguen prop de la superfície del seu estany abans de morir.
La síndrome de mortalitat precoç (EMS) s'ha relacionat amb una soca d'un bacteri anomenat Vibrio parahaemolyticus que afecta la gamba tigre gegant i la gamba blanca, ambdues gambes que es cultiven habitualment a tot el món. Les soques no són perjudicials per als humans, però són econòmicament devastadores per als agricultors de gambes. La propagació del bacteri és més freqüent a les aigües oceàniques més càlides i salades.
La síndrome de taca blanca és una malaltia causada per una família de virus relacionats. Informat per primera vegada l'any 1993 a partir de cultius japonesos de P. japonicus, es va estendre per Àsia i després a Amèrica. Té una àmplia gamma d'hostes i és altament letal, la qual cosa condueix a taxes de mortalitat del 100% en pocs dies. Els símptomes inclouen taques blanques a la caputxa i un hepatopàncrees vermell. Les gambes infectades es tornen letàrgiques abans de morir.
La síndrome de Taura es va informar per primera vegada a les granges de gambes al riu Taura a l'Equador l'any 1992. L'amfitrió del virus que causa la malaltia és P. vannamei, una de les dues gambes cultivades amb més freqüència. La malaltia es va estendre ràpidament, principalment a través del transport d'animals infectats i reproductors. Originàriament limitat a les granges d'Amèrica, també s'ha propagat a granges de gambes asiàtiques amb la introducció de L. vannamei allà. Es creu que els ocells són una via d'infecció entre granges d'una regió.
La necrosi hipodèrmica i hematopoètica infecciosa (IHHN) és una malaltia que causa mortalitat massiva entre P. stylirostris (fins a un 90%) i deformacions greus a L. vannamei. Es troba a les gambes silvestres i de granja del Pacífic, però no a les gambes salvatges a la costa atlàntica de les Amèriques.
També hi ha una sèrie d'infeccions bacterianes que són letals per a les gambes. La més freqüent és la vibriosi, causada per bacteris de l'espècie Vibrio. Les gambes es tornen febles i desorientades, i poden tenir ferides fosques a la cutícula. La taxa de mortalitat pot superar el 70%.
Una altra malaltia bacteriana és l'hepatopancreatitis necrotitzant (NHP); els símptomes inclouen un exoesquelet suau i una incrustació a llur superfície. La majoria d'aquestes infeccions bacterianes estan fortament correlacionades amb condicions estressants, com estanys superpoblats, altes temperatures i mala qualitat de l'aigua, factors que influeixen positivament en el creixement dels bacteris. El tractament es fa amb antibiòtics. Els països importadors han prohibit en repetides ocasions les importacions de gambes que contenen diversos antibiòtics. Un d'aquests antibiòtics és el cloramfenicol, que està prohibit a la Unió Europea des de 1994, però que continua plantejant problemes.
Amb les seves elevades taxes de mortalitat, les malalties representen un perill molt real per als agricultors de gambes, que poden perdre els seus ingressos durant tot l'any si s'infecten els seus estanys. Com que la majoria de les malalties encara no es poden tractar de manera eficaç, els esforços de la indústria se centren en la prevenció del brot de malalties en primer lloc. La gestió activa de la qualitat de l'aigua ajuda a evitar condicions deficients de l'estany favorables a la propagació de malalties i, en comptes d'utilitzar larves de captures salvatges, s'utilitzen cada cop més reproductors lliures de patògens específics criats en captivitat en ambients aïllats i certificats per no portar malalties. Per evitar la introducció de malalties a aquestes poblacions lliures d'infeccions en una granja, també hi ha una tendència a crear entorns més controlats a les basses de les granges semiintensives, com per exemple revestint-les amb plàstic per evitar el contacte amb el sòl, i minimitzant l'intercanvi d'aigua a les basses.